# Nguyễn Bá Phát
Nguyễn Bá Phát (2 tháng 5 năm 1921 – 1993) là một tướng lĩnh của Quân đội nhân dân Việt Nam, hàm Chuẩn Đô đốc, nguyên Tư lệnh Quân chủng Hải quân, nguyên Thứ trưởng Thường trực Bộ Hải sản. Ông đã được Nhà nước Việt Nam truy tặng danh hiệu Anh hùng Lực lượng vũ trang nhân dân.

## Cuộc đời
Nguyễn Bá Phát, còn gọi là Bảy Phát, bí danh Hồng Hải, sinh ngày 2 tháng 5 năm 1921 tại làng Trung Sơn, huyện Hòa Vang, tỉnh Quảng Nam (nay là xã Hòa Liên, huyện Hòa Vang, thành phố Đà Nẵng), trong một gia đình nghèo có truyền thống cách mạng. Cha của ông là một nhà Nho yêu nước và là một thầy giáo dạy chữ Hán nổi tiếng. Năm 18 tuổi, ông đăng kí lính thủy thủ vào các tàu Pháp. Ông đã đi đến nhiều bờ biển tại châu Á, châu Phi trong 6 năm hoạt động trên biển. Năm 1947, ông được kết nạp vào Đảng Cộng sản Đông Dương (nay là Đảng Cộng sản Việt Nam).

## Sự nghiệp
Tháng 7 năm 1945, Nguyễn Bá Phát tham gia đội tự vệ bí mật của Việt Minh, chuẩn bị cướp chính quyền ở Đà Nẵng. Sau khi Cách mạng tháng Tám thành công, ông được cử làm Ủy viên Ủy ban nhân dân lâm thời xã Trung Sơn. Ngày 25 tháng 5 năm 1947, Nguyễn Bá Phát đã chỉ huy trận phục kích trên đường đèo Hải Vân lần thứ hai, diệt hơn 100 lính lê dương, trong đó có Rogie, đại tá, chỉ huy quân đội Pháp ở miền Trung Đông Dương. Từ năm 1945–1949, ông gia nhập quân đội và lần lượt giữ các chức vụ: đội trưởng thủy đội Bạch Đằng đánh Pháp ở Khánh Hòa; Chi đội phó Chi đội Phan Đình Phùng; Chỉ huy trưởng mặt trận Buôn Ma Thuột và đường 14; Phó chỉ huy quân sự tỉnh Quảng Nam – Đà Nẵng; Trung đoàn trưởng các trung đoàn 96, trung đoàn 73, rồi trung đoàn 126.
Từ năm 1950, ông lần lượt giữ các chức vụ Trung đoàn trưởng trung đoàn 108; Tham mưu trưởng mặt trận Bắc Tây Nguyên; Chỉ huy trưởng sư đoàn 305; Tham mưu phó, rồi Tham mưu trưởng Liên khu 5. Năm 1954, sau khi hiệp định Giơnevơ được kí kết, ông tập kết ra Bắc và được cử vào chức vụ Phó sư đoàn trưởng Sư đoàn 308. Ông còn được điều về Ban nghiên cứu thủy quân, giữ chức vụ Trưởng ban.

### Tư lệnh quân chủng Hải quân
Năm 1955, Nguyễn Bá Phát giữ chức Phó cục trưởng Cục Phòng thủ bờ biển (sau là Cục Hải quân) vừa mới thành lập, lúc này ông được phong quân hàm Đại tá. Ông sống và làm việc tại Thành phố Hải Phòng. Trong giai đoạn 1964–1970, ông đã lần lượt giữ chức Phó tư lệnh rồi Tư lệnh quân chủng Hải quân, trụ sở Hải quân nhân dân Việt Nam đặt tại Hải Phòng. Năm 1964, ông trúng cử Đại biểu Quốc hội Việt Nam khóa III và thuộc đoàn đại biểu Hải Phòng.
Ngày 9 tháng 5 năm 1972, Không quân Hải quân Mỹ đánh vào Cảng Hải Phòng, thả bom từ trường phong tỏa vùng sông biển Hải Phòng. Để chống lại sự phong tỏa của Mỹ, chính phủ thành lập Ban chống phong tỏa trực thuộc chính phủ do Phó thủ tướng chính phủ Lê Thanh Nghị làm trưởng ban, Tư lệnh Hải quân Nguyễn Bá Phát, Tư lệnh quân khu Tả ngạn Đặng Kinh, Cục trưởng cục đường biển Lê Văn Kỳ, Chủ tịch Ủy ban hành chính Hải Phòng Lê Đức Thịnh đều là ủy viên. Ban đã giúp đảng, nhà nước đề xuất nhiều chủ trương, biện pháp hữu hiệu rà phá thủy lôi, bom từ trường góp phần đánh bại kế hoạch phong tỏa của Mỹ.
Trong năm 1975, ông là Tư lệnh Hải quân tiền phương trong chiến dịch tổng tiến công 1975, Phó Chủ tịch Ủy ban Quân quản Đà Nẵng. Đến tháng 4 cùng năm, ông được phong quân hàm Thiếu tướng Hải quân (từ năm 1981, quân hàm này gọi là quân hàm Chuẩn đô đốc Hải quân); Tư lệnh Hải quân Nhân dân; Ủy viên Hội đồng khoa học Bộ Quốc phòng. Từ năm 1976, ông chuyển ngành sang Bộ Thủy sản vừa mới thành lập. Ông được bổ nhiệm làm Thứ trưởng thường trực Bộ, Bí thư Ban Cán sự Bộ Thủy sản. Ông tiếp tục làm đại biểu Quốc hội ở các khóa các khóa V, VI (1971–1976).
Năm 1986, Nguyễn Bá Phát nghỉ hưu, ông trở về thành phố Đà Nẵng sinh sống và qua đời vào năm 1993. Năm 1996, ông cùng nhóm tác giả quân sự được tặng Giải thưởng Hồ Chí Minh về Khoa học Công nghệ cho công trình "Nghiên cứu chống phá thủy lôi từ tính và bom từ trường đảm bảo giao thông những năm 1967–1972". Ngày 23 tháng 2 năm 2010, ông được Nhà nước Việt Nam truy tặng danh hiệu Anh hùng lực lượng vũ trang nhân dân. Để tưởng nhớ những công lao của ông, Ủy ban Nhân dân Thành phố Đà Nẵng đã thống nhất đặt tên cho con đường từ đường Nguyễn Lương Bằng vào khu dân cư đến giáp xã Hòa Liên (quê hương Nguyễn Bá Phát) là đường Nguyễn Bá Phát.

## Gia đình
- Chị gái: Nguyễn Thị Hợi.
- Chị gái: Nguyễn Thị Hạt.
- Anh trai: Nguyễn Bá Trình, Đại tá, Chính uỷ Bộ Chỉ huy quân sự tỉnh Đắk Lắk.
- Em trai: Nguyễn Bá Phước, Đại tá, Phó Chỉ huy trưởng Bộ Chỉ huy quân sự tỉnh Quảng Nam – Đà Nẵng.
- Em trai: Nguyễn Bá Ninh, Trung tá, trợ lý chính trị Cục Chính trị Quân khu 5.
- Em gái: Nguyễn Thị Liên.

## Khen thưởng
- Giải thưởng Hồ Chí Minh (1996).
- Anh hùng lực lượng vũ trang nhân dân (2010).
- Huân chương Quân công hạng Nhất.
- Huân chương Quân công hạng Nhất.
- Huân chương Quân công hạng Ba.
- Huân chương Chiến công hạng Nhất.
- Huân chương Chiến thắng hạng Nhì.
- Huân chương Kháng chiến hạng Nhất.
- Huy hiệu 40 năm tuổi Đảng.